# Need U Bad
Pistes de Fearless
Bust Your Windows My Foolish Heart
Need U Bad, en duo avec Missy Elliott, est une chanson de Jazmine Sullivan extraite de l'album Fearless. Aux États-Unis, Need U Bad est le premier single de l'album.

## Titres

### US Promo CD
1. Need U Bad [Radio Edit] — 4:00
2. Need U Bad [No Patois Version] — 3:45
3. Need U Bad [Instrumental] — 4:28
4. Need U Bad [Call Out Hook] — 0:17